# Clint Oldenburg
(en) Statistiques sur pro-football-reference
Clint Steven Oldenburg (né le 9 septembre 1983 à Sheridan) est un joueur américain de football américain. 

## Enfance
Oldenburg étudie à la Campbell Country High School de Gillette où il remporte le Milward L. Simpson Athletic Award 2002.

## Carrière

### Université
Il entre à l'université d'État du  Colorado où il joue pour l'équipe de football américain des Rams durant quatre saisons. 

### Professionnel
Clint Oldenburg est sélectionné au cinquième tour du draft de la NFL de 2007 par les Patriots de la Nouvelle-Angleterre au 171e choix. Néanmoins, il ne reste que le temps de la pré-saison car il n'arrive pas à convaincre ses entraîneurs. Il signe alors avec les Jets de New York avec qui il entre au cours de deux matchs en 2007.
La saison suivante, il est libéré et signe avec les Rams de Saint-Louis qui sera un passage sans succès, de même avec les Broncos de Denver ne jouant aucun match. En 2009, il joue la pré-saison avec les Vikings du Minnesota mais là non plus il ne va pas être retenu pour la saison 2009. Il signe alors avec les Redskins de Washington et va, pendant deux ans, faire partie de l'équipe d'entraînement, ne jouant aucun match là non plus. Il sera remercié le 4 septembre 2011, non retenu pour la saison 2011.
Il signe alors, en 2011, avec les Destroyers de Virginie, évoluant en United Football League et remporte le championnat la même année. Il ne reste qu'une saison et fait un essai en Ligue canadienne de football avec les Roughriders de la Saskatchewan mais il est libéré le 19 avril 2012.

## Palmarès
- Vainqueur du Milward L. Simpson Athletic Award 2000
- Mention honorable de la conférence MWC 2005
- Seconde équipe de la conférence MWC 2006